# Фульк де Гин
Фульк де Гин (фр. Foulques de Guînes; ок. 1070—1122/1125) — первый сеньор Бейрута, с 1110 года, после его завоевания крестоносцами. Второй сын Бодуэна I — графа Гина.

## Биография
Согласно исследованию: Jonathan Riley-Smith, The First Crusaders, 1095–1131 (Cambridge University Press, 1997), точно или почти точно («certainly, or nearly certainly») вместе с отцом и братьями участвовал в Первом крестовом походе, вероятно — в составе отряда Эсташа III Булонского и Роберта II Фландрского.
В 1110 году крестоносцы завоевали Бейрут, и король Иерусалима Бодуэн I передал его Фульку де Гину — своему родственнику.
В документе, датированном 1125 годом, сеньором Бейрута назван Готье I Бризбар.
Мэри Никерсон (Mary E. Nickerson) в своей работе «The Seigneury of Beirut in the Twelfth Century and the Brisebarre Family of Beirut-Blanchegarde» предполагает, что Фульк де Гин умер около 1117 года, его владения отошли королю и только через несколько лет были пожалованы Готье Бризбару.

## Семья
Согласно генеалогическим сайтам, Фульк де Гин с 1095 г. был женат на Элеоноре д’Эр (Eléonore d'Aires) (1079—1136), и в этом браке родились две дочери:
- Адель (1098—1144)
- Бертильда (1104—1151.